# Cerville
Cerville är en kommun i departementet Meurthe-et-Moselle i regionen Grand Est (tidigare regionen Lorraine) i nordöstra Frankrike. Kommunen ligger i kantonen Tomblaine som tillhör arrondissementet Nancy. År 2022 hade Cerville 541 invånare.

## Befolkningsutveckling
Antalet invånare i kommunen Cerville
| Referens: INSEE |